# Xenophyllomyza deserticola
Xenophyllomyza deserticola är en tvåvingeart som beskrevs av Ozerov 1992. Xenophyllomyza deserticola ingår i släktet Xenophyllomyza och familjen sprickflugor.
Artens utbredningsområde är Turkmenistan. Inga underarter finns listade i Catalogue of Life.